# Pavel Hrdlička
Pavel Hrdlička (* 1973 in Brandýs nad Labem) ist ein tschechischer Filmeditor und Musiker.

## Leben
Pavel Hrdlička ist seit Mitte der 1990er Jahre als Filmeditor tätig. Schnitt er Anfangs noch Dokumentationen und Kurzfilme konnte er sich schließlich beim Spielfilm etablieren und war für den Schnitt von Czech-Made Man und Polski film verantwortlich. Für seine Arbeiten an Mistři, Protektor und zuletzt an Burning Bush – Die Helden von Prag wurde er jeweils mit einem Český lev für den Besten Schnitt ausgezeichnet. Letzterer war die erste Zusammenarbeit mit der renommierten polnischen Regisseurin Agnieszka Holland, für die er seitdem auch Die Spur und Charlatan schnitt.
Hrdlička ist außerdem als Musiker tätig. So ist er unter anderem mit dem Schauspieler Jiří Macháček Mitbegründer der tschechischen Popband Mig 21, für die er seitdem als Trompeter und Keyboarder tätig ist. Die Band hat seit Bestehen mehrere Alben veröffentlicht, die sich erfolgreich in den Charts platzieren konnten.

## Filmografie
- 2004: Mistři
- 2009: Protektor
- 2011: Czech-Made Man
- 2012: Polski film
- 2013: Burning Bush – Die Helden von Prag (Hořící keř, Miniserie)
- 2017: Die Spur (Pokot)
- 2018: Trash on Mars
- 2018: Die Teufelsfeder (Čertí brko )
- 2020: Charlatan
- 2022: Nightsiren (Světlonoc)
- 2023: We Have Never Been Modern
- 2023: Imago
- 2023: Green Border (Zielona granica)